# استراحة (عمارة)
الاستراحة هي مبنى مُسوّر على أرضين أو أكثر، وتختلف عن استراحات السفر واستراحات الطرق، وهي مكان متعدد الاستخدامات، فتقام فيها المناسبات وحفلات المِلكة والأفراح، ونقطة لتجمّع الأصدقاء والمعارف، والترفيه: لاحتواء بعضها على مرافق ترفيهية مثل المسابح وألعاب الأطفال والملاعب، وتُشكل الاستراحات جزءًا كبيرا من التخطيط العمراني في المملكة العربية السعودية، ومن أحد قطاعات التجارة والاستثمار، وتعتبر من الثقافة السعودية والأعراف المجتمعية الرائجة فيها، وهي مرخّصة نظاميًا وتخضع لكود البناء السعودي، وقد عُمل على (لائحة تنظيمية لنشاط الاستراحات) للإشراف عليها من وزارة البلديات والإسكان وتحديد مخططات تُبنى فيها، وتُقسم الاستراحات إلى قسمين: استراحات خاصة، واستراحات تجارية، وتتكون من مجلس، ومُقلَّط، وقد تحتوي على خِيام عربية، ومطبخ، ودورات مياه، ويغلب أن تُغطى أرضيتها بالثيّل أو العشب الاصطناعي، وأن يُبلّط الطريق الممتد من الغرف إلى الباب الخارجي.

## خلفية ثقافية
تعد الاستراحات جزء من الثقافة السعودية منذ عقود طويلة وتعد مكان للقاء بديلًا عن المقاهي، وهي مقاصد كثير من الناس وأكثرهم الشباب، حيث يجتمع الأصدقاء ويشاركون في جمع مبلغ الإيجار الشهري للاستراحة لتكون متنفسهم ومكان لقائهم يوميًا، ويزيد الإقبال عليها حتى يصل معدل الإشغال 100% خصوصا في الأعياد وذلك لتجمّع الأهل والأقارب فيها.

### المشاكل المجتمعية
للاستراحات تأثيرها السلبي على المجتمع، إذ أصبحت جزءًا من حياة بعض المواطنين وسبب في غيابه المتكرر عن البيت لساعات طويلة، وعديد من الدراسات أكدت أن الاستراحات سبب في الطلاق والتفكك الأسري، وفرصة لتجربة التدخين وتعاطي المخدرات حيث لا يكون هناك رادع حاضر من الأهل لكون المتجمعين فيها من الشباب، وتكون في أحيان نادرة مكمن للتجمعات المتطرفة وبؤر الفساد.

## اللائحة التنظيمية
في النظام السعودي تختلف الاستراحات عن بيوت العطلات (الشاليهات) إذ يُخلط بينهما كثيرا، فالاستراحات تُشرف عليها (وزارة البلديات والإسكان) وأما الشاليهات فتشرف عليها وزارة السياحة وتختلف كل واحدة في اللوائح التنظيمية والصفات والمعايير، وتقع الاستراحات ضمن خطط التطوير لتحسين مشهدها العام واستدامتها وكذلك تشجيع الاستثمار في الاستراحات التجارية ورفع معيار الامتثال للالتزام بالمشهد الحضري ومعالجة التشوه البصري، لهذا خصصت شروط يتقيد بها أصحابها.

### الاستراحات الخاصة
هي المباني المخصصة للاستخدام الشخصي ولا يمارس فيها النشاط التجاري، وتنص الأنظمة على تغريم من يتاجر بها ويؤجرها وهي بالرخصة الخاصة.

### الاستراحات التجارية
المباني المرخصة والمخصصة لتقديم نشاط المناسبات أو الترفيه بمقابل أجر يومي أو شهري أو سنوي، وتخضع لإشراف وزارة البلديات والإسكان، وقد حُددت بشروط إذا كانت في في مدينة اعتمدت فيها مخططات تسمح بالاستراحات، أو في مدن لم ينظر في أمرها ولم تُحدد لها مخططات تسمح بالاستراحات.
|    | شروط الترخيص ببناء استراحات تجارية داخل المخططات المعتمدة استراحات | شروط التراخيص ببناء استراحات تجارية داخل المخططات السكنية في المدن التي لم تُعتمد فيها مخططات تسمح بالاستراحات |
| -- | --- | --- |
| 1  | أن لا تزيد نسبة البناء في الاستراحة عن %٢٠ دور أرضي فقط من المباني الخرسانية يضاف لها %١٠ مساحات يمكن تغطيتها فقط مثل الخيام ومظلات مواقف السيارات. | تقتصر إقامة الاستراحات التجارية في المخططات المعتمدة للاستراحات داخل المدن فقط ولا يُسمح بإقامتها في مواقع غير ذلك بالمدينة، أما في المدن التي لا تتوفر فيها مخططات استراحات فيُسمح بإقامتها بالمخططات السكنية المعتمدة بأطراف المدينة التي لم يصلها العمران وذلك وفق الشروط الواردة في (أولاً) بالإضافة إلى ما يلي: • أن يكون الموقع على شارعين زاوية أحدهما تجاري. • لا تقل مساحة الموقع على (3000 متر مربع). • أن لا تقل المسافة بين الموقع وأقرب مستشفى عن (500 متر) من حدود الملكية. • أن لاتقل المسافة بين الموقع وأقرب محطة وقود عن (20 متر) من حدود الملكية. • بالنسبة للشوارع أن لا يقل الارتداد عن (3 أمتار) جهة المجاورين و (1/5) عرض الشارع. • أن تقوم الأمانات والبلديات والمجمعات القروية بتخصيص مواقع لمخططات تخصص لإقامة الاستراحات التجارية ضمن خططها. |
| 2  | أن تكون الارتدادات والارتفاعات حسب التنظيم المعتمد في المخطط. | تقتصر إقامة الاستراحات التجارية في المخططات المعتمدة للاستراحات داخل المدن فقط ولا يُسمح بإقامتها في مواقع غير ذلك بالمدينة، أما في المدن التي لا تتوفر فيها مخططات استراحات فيُسمح بإقامتها بالمخططات السكنية المعتمدة بأطراف المدينة التي لم يصلها العمران وذلك وفق الشروط الواردة في (أولاً) بالإضافة إلى ما يلي: • أن يكون الموقع على شارعين زاوية أحدهما تجاري. • لا تقل مساحة الموقع على (3000 متر مربع). • أن لا تقل المسافة بين الموقع وأقرب مستشفى عن (500 متر) من حدود الملكية. • أن لاتقل المسافة بين الموقع وأقرب محطة وقود عن (20 متر) من حدود الملكية. • بالنسبة للشوارع أن لا يقل الارتداد عن (3 أمتار) جهة المجاورين و (1/5) عرض الشارع. • أن تقوم الأمانات والبلديات والمجمعات القروية بتخصيص مواقع لمخططات تخصص لإقامة الاستراحات التجارية ضمن خططها. |
| 3  | عدم فتح مداخل جهة الشوارع الفرعية ما عدى مداخل الخدمات والطوارئ ويكون الدخول والخروج جهة الشارع الرئيسي فقط. | تقتصر إقامة الاستراحات التجارية في المخططات المعتمدة للاستراحات داخل المدن فقط ولا يُسمح بإقامتها في مواقع غير ذلك بالمدينة، أما في المدن التي لا تتوفر فيها مخططات استراحات فيُسمح بإقامتها بالمخططات السكنية المعتمدة بأطراف المدينة التي لم يصلها العمران وذلك وفق الشروط الواردة في (أولاً) بالإضافة إلى ما يلي: • أن يكون الموقع على شارعين زاوية أحدهما تجاري. • لا تقل مساحة الموقع على (3000 متر مربع). • أن لا تقل المسافة بين الموقع وأقرب مستشفى عن (500 متر) من حدود الملكية. • أن لاتقل المسافة بين الموقع وأقرب محطة وقود عن (20 متر) من حدود الملكية. • بالنسبة للشوارع أن لا يقل الارتداد عن (3 أمتار) جهة المجاورين و (1/5) عرض الشارع. • أن تقوم الأمانات والبلديات والمجمعات القروية بتخصيص مواقع لمخططات تخصص لإقامة الاستراحات التجارية ضمن خططها. |
| 4  | يجب تقديم المخططات الابتدائية لأخذ موافقة الجهة المختصة في البلدية على التصميم وفكرة المشروع مع مراعاة تنسيق موقع المشروع من رصف وممرات وإضاءة وتشجير وخلاف ذلك مما يعطي المشروع قيمة جمالية، مع الأخذ بعين الاعتبار فصل مكان الرجال عن النساء وأن يكون مدخل النساء مستقلاً. | تقتصر إقامة الاستراحات التجارية في المخططات المعتمدة للاستراحات داخل المدن فقط ولا يُسمح بإقامتها في مواقع غير ذلك بالمدينة، أما في المدن التي لا تتوفر فيها مخططات استراحات فيُسمح بإقامتها بالمخططات السكنية المعتمدة بأطراف المدينة التي لم يصلها العمران وذلك وفق الشروط الواردة في (أولاً) بالإضافة إلى ما يلي: • أن يكون الموقع على شارعين زاوية أحدهما تجاري. • لا تقل مساحة الموقع على (3000 متر مربع). • أن لا تقل المسافة بين الموقع وأقرب مستشفى عن (500 متر) من حدود الملكية. • أن لاتقل المسافة بين الموقع وأقرب محطة وقود عن (20 متر) من حدود الملكية. • بالنسبة للشوارع أن لا يقل الارتداد عن (3 أمتار) جهة المجاورين و (1/5) عرض الشارع. • أن تقوم الأمانات والبلديات والمجمعات القروية بتخصيص مواقع لمخططات تخصص لإقامة الاستراحات التجارية ضمن خططها. |
| 5  | أن تكون مواد البناء المستعملة في الإنشاءات مقاومة للحريق لمدة لا تقل عن ساعتين. | تقتصر إقامة الاستراحات التجارية في المخططات المعتمدة للاستراحات داخل المدن فقط ولا يُسمح بإقامتها في مواقع غير ذلك بالمدينة، أما في المدن التي لا تتوفر فيها مخططات استراحات فيُسمح بإقامتها بالمخططات السكنية المعتمدة بأطراف المدينة التي لم يصلها العمران وذلك وفق الشروط الواردة في (أولاً) بالإضافة إلى ما يلي: • أن يكون الموقع على شارعين زاوية أحدهما تجاري. • لا تقل مساحة الموقع على (3000 متر مربع). • أن لا تقل المسافة بين الموقع وأقرب مستشفى عن (500 متر) من حدود الملكية. • أن لاتقل المسافة بين الموقع وأقرب محطة وقود عن (20 متر) من حدود الملكية. • بالنسبة للشوارع أن لا يقل الارتداد عن (3 أمتار) جهة المجاورين و (1/5) عرض الشارع. • أن تقوم الأمانات والبلديات والمجمعات القروية بتخصيص مواقع لمخططات تخصص لإقامة الاستراحات التجارية ضمن خططها. |
| 6  | يتم توفير مواقف كافية للسيارات حسب المعايير الفنية. | تقتصر إقامة الاستراحات التجارية في المخططات المعتمدة للاستراحات داخل المدن فقط ولا يُسمح بإقامتها في مواقع غير ذلك بالمدينة، أما في المدن التي لا تتوفر فيها مخططات استراحات فيُسمح بإقامتها بالمخططات السكنية المعتمدة بأطراف المدينة التي لم يصلها العمران وذلك وفق الشروط الواردة في (أولاً) بالإضافة إلى ما يلي: • أن يكون الموقع على شارعين زاوية أحدهما تجاري. • لا تقل مساحة الموقع على (3000 متر مربع). • أن لا تقل المسافة بين الموقع وأقرب مستشفى عن (500 متر) من حدود الملكية. • أن لاتقل المسافة بين الموقع وأقرب محطة وقود عن (20 متر) من حدود الملكية. • بالنسبة للشوارع أن لا يقل الارتداد عن (3 أمتار) جهة المجاورين و (1/5) عرض الشارع. • أن تقوم الأمانات والبلديات والمجمعات القروية بتخصيص مواقع لمخططات تخصص لإقامة الاستراحات التجارية ضمن خططها. |
| 7  | الأخذ بمتطلبات الصحة العامة وفق الاشتراطات الصحية والفنية للمحلات المتعلقة بالصحة العامة والمعمول بها في البلديات. | تقتصر إقامة الاستراحات التجارية في المخططات المعتمدة للاستراحات داخل المدن فقط ولا يُسمح بإقامتها في مواقع غير ذلك بالمدينة، أما في المدن التي لا تتوفر فيها مخططات استراحات فيُسمح بإقامتها بالمخططات السكنية المعتمدة بأطراف المدينة التي لم يصلها العمران وذلك وفق الشروط الواردة في (أولاً) بالإضافة إلى ما يلي: • أن يكون الموقع على شارعين زاوية أحدهما تجاري. • لا تقل مساحة الموقع على (3000 متر مربع). • أن لا تقل المسافة بين الموقع وأقرب مستشفى عن (500 متر) من حدود الملكية. • أن لاتقل المسافة بين الموقع وأقرب محطة وقود عن (20 متر) من حدود الملكية. • بالنسبة للشوارع أن لا يقل الارتداد عن (3 أمتار) جهة المجاورين و (1/5) عرض الشارع. • أن تقوم الأمانات والبلديات والمجمعات القروية بتخصيص مواقع لمخططات تخصص لإقامة الاستراحات التجارية ضمن خططها. |
| 8  | ضرورة التنسيق مع المديرية العامة للدفاع المدني فيما يتعلق بمتطلبات السلامة عند إنشاء المسابح والخيام داخل هذه الاستراحات. | تقتصر إقامة الاستراحات التجارية في المخططات المعتمدة للاستراحات داخل المدن فقط ولا يُسمح بإقامتها في مواقع غير ذلك بالمدينة، أما في المدن التي لا تتوفر فيها مخططات استراحات فيُسمح بإقامتها بالمخططات السكنية المعتمدة بأطراف المدينة التي لم يصلها العمران وذلك وفق الشروط الواردة في (أولاً) بالإضافة إلى ما يلي: • أن يكون الموقع على شارعين زاوية أحدهما تجاري. • لا تقل مساحة الموقع على (3000 متر مربع). • أن لا تقل المسافة بين الموقع وأقرب مستشفى عن (500 متر) من حدود الملكية. • أن لاتقل المسافة بين الموقع وأقرب محطة وقود عن (20 متر) من حدود الملكية. • بالنسبة للشوارع أن لا يقل الارتداد عن (3 أمتار) جهة المجاورين و (1/5) عرض الشارع. • أن تقوم الأمانات والبلديات والمجمعات القروية بتخصيص مواقع لمخططات تخصص لإقامة الاستراحات التجارية ضمن خططها. |
| 9  | وضع لوحة مضاءة على مداخل الاستراحة تتضمن اسم الاستراحة ورقم الترخيص واسم المالك ورقم الهاتف (مع مراعاة تسديد الرسوم الخاصة باللوحة للبلدية). | تقتصر إقامة الاستراحات التجارية في المخططات المعتمدة للاستراحات داخل المدن فقط ولا يُسمح بإقامتها في مواقع غير ذلك بالمدينة، أما في المدن التي لا تتوفر فيها مخططات استراحات فيُسمح بإقامتها بالمخططات السكنية المعتمدة بأطراف المدينة التي لم يصلها العمران وذلك وفق الشروط الواردة في (أولاً) بالإضافة إلى ما يلي: • أن يكون الموقع على شارعين زاوية أحدهما تجاري. • لا تقل مساحة الموقع على (3000 متر مربع). • أن لا تقل المسافة بين الموقع وأقرب مستشفى عن (500 متر) من حدود الملكية. • أن لاتقل المسافة بين الموقع وأقرب محطة وقود عن (20 متر) من حدود الملكية. • بالنسبة للشوارع أن لا يقل الارتداد عن (3 أمتار) جهة المجاورين و (1/5) عرض الشارع. • أن تقوم الأمانات والبلديات والمجمعات القروية بتخصيص مواقع لمخططات تخصص لإقامة الاستراحات التجارية ضمن خططها. |
| 10 | لا يسمح بإقامة الاستراحات التجارية في المخططات المعتمدة كورش أو معارض سيارات أو مستودعات. | تقتصر إقامة الاستراحات التجارية في المخططات المعتمدة للاستراحات داخل المدن فقط ولا يُسمح بإقامتها في مواقع غير ذلك بالمدينة، أما في المدن التي لا تتوفر فيها مخططات استراحات فيُسمح بإقامتها بالمخططات السكنية المعتمدة بأطراف المدينة التي لم يصلها العمران وذلك وفق الشروط الواردة في (أولاً) بالإضافة إلى ما يلي: • أن يكون الموقع على شارعين زاوية أحدهما تجاري. • لا تقل مساحة الموقع على (3000 متر مربع). • أن لا تقل المسافة بين الموقع وأقرب مستشفى عن (500 متر) من حدود الملكية. • أن لاتقل المسافة بين الموقع وأقرب محطة وقود عن (20 متر) من حدود الملكية. • بالنسبة للشوارع أن لا يقل الارتداد عن (3 أمتار) جهة المجاورين و (1/5) عرض الشارع. • أن تقوم الأمانات والبلديات والمجمعات القروية بتخصيص مواقع لمخططات تخصص لإقامة الاستراحات التجارية ضمن خططها. |
| 11 | على الأمانات والبلديات والمجمعات القروية التأكد من تطبيق هذه الاشـتراطات ومستوى النظافة. | تقتصر إقامة الاستراحات التجارية في المخططات المعتمدة للاستراحات داخل المدن فقط ولا يُسمح بإقامتها في مواقع غير ذلك بالمدينة، أما في المدن التي لا تتوفر فيها مخططات استراحات فيُسمح بإقامتها بالمخططات السكنية المعتمدة بأطراف المدينة التي لم يصلها العمران وذلك وفق الشروط الواردة في (أولاً) بالإضافة إلى ما يلي: • أن يكون الموقع على شارعين زاوية أحدهما تجاري. • لا تقل مساحة الموقع على (3000 متر مربع). • أن لا تقل المسافة بين الموقع وأقرب مستشفى عن (500 متر) من حدود الملكية. • أن لاتقل المسافة بين الموقع وأقرب محطة وقود عن (20 متر) من حدود الملكية. • بالنسبة للشوارع أن لا يقل الارتداد عن (3 أمتار) جهة المجاورين و (1/5) عرض الشارع. • أن تقوم الأمانات والبلديات والمجمعات القروية بتخصيص مواقع لمخططات تخصص لإقامة الاستراحات التجارية ضمن خططها. |